# Gómez Zapata

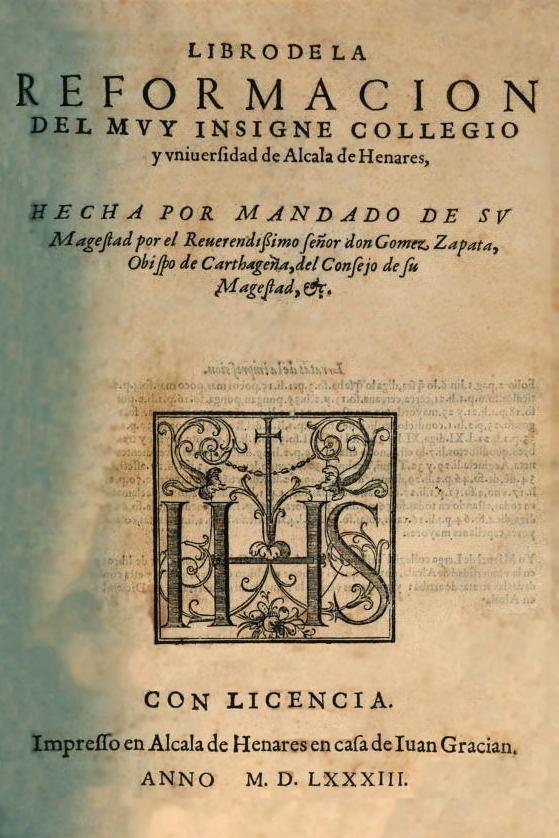
Libro de la reformacion del muy insigne collegio y vniuersidad de Alcala de Henares (1583).

Gómez Zapata Osorio (Madrid, ? - Villaescusa de Haro, 1 de febrero de 1587) fue un eclesiástico español.

## Biografía
Hijo del IV señor de Barajas Juan Zapata y de su mujer Leonor Osorio Coello, estudió en el Colegio Mayor del Arzobispo de Salamanca; sucedió a su hermano Jerónimo en el arcedianato de Madrid, fue canónigo de Toledo, miembro del Consejo de Indias, obispo de Cartagena y de Cuenca.

 En 1583 publicó una reforma de la Universidad de Alcalá.